# Teratoppia centroamericana
Teratoppia centroamericana är en kvalsterart som beskrevs av Woas 1986. Teratoppia centroamericana ingår i släktet Teratoppia och familjen Teratoppiidae. Inga underarter finns listade i Catalogue of Life.